# Арундел (город)
Арундел (англ. Arundel) — город в английском церемониальном графстве Западный Суссекс. Рыночный город, где еженедельно проводились рынки скота и четыре ежегодные ярмарки. Был важным портом, получившим статус «связующего» в 1817 году, и, таким образом, являлся перевалочным пунктом для товаров, перевозимых по дорогам или каналам в Лондон и дальше. Это стало возможным благодаря тому, что река Арун была судоходной далеко вглубь страны. В это время Арундел был соединён каналом с Портсмутом.
В городе сохранились средневековый замок и римско-католический собор. В Арунделе есть музей, который занимает второе место после гораздо более крупного Чичестера по количеству зданий, включённых в список памятников архитектуры Западного Суссекса. Река Арун протекает через восточную часть города.

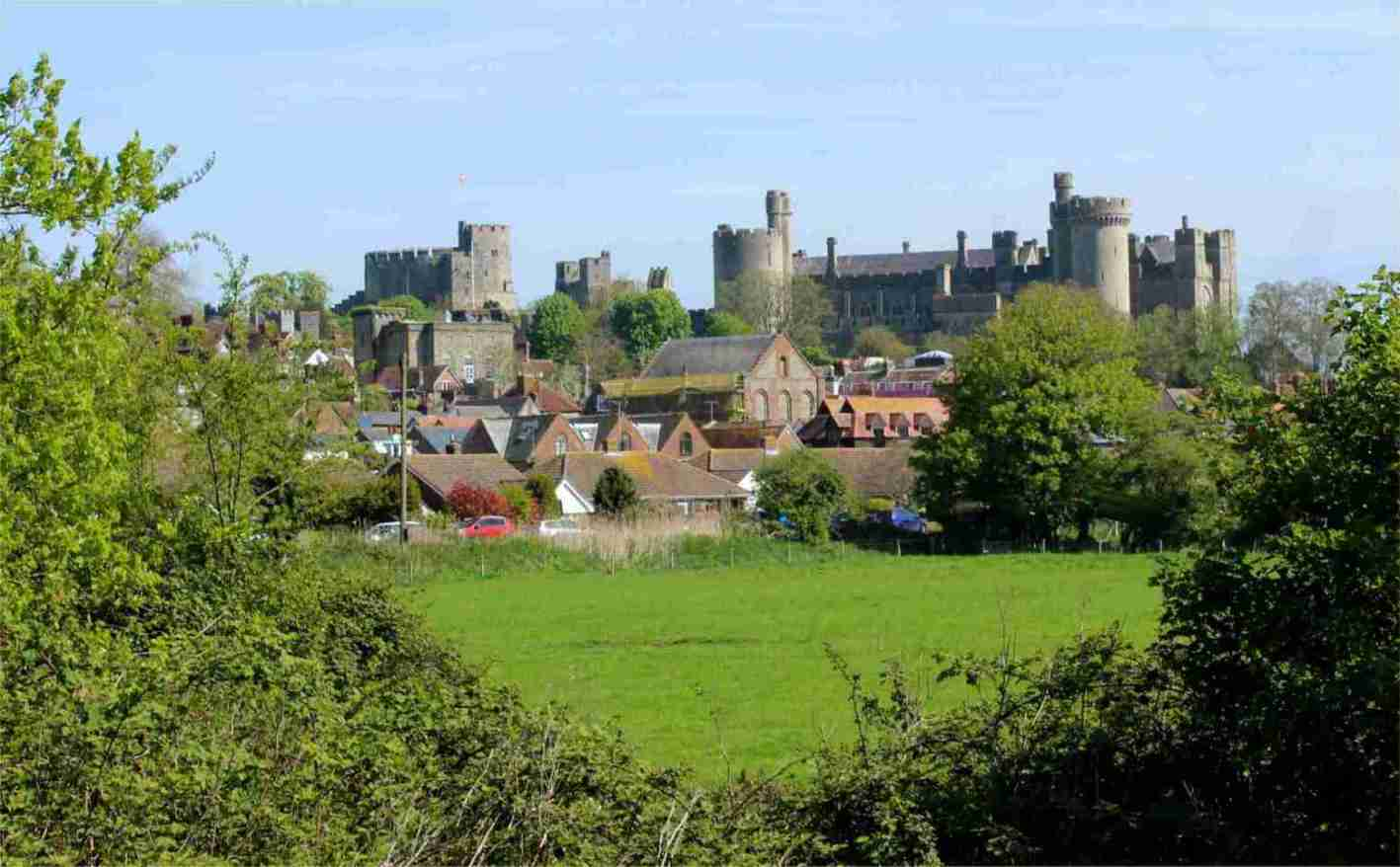
Замок Арундел с юга

Арундел был одним из округов, реформированных в соответствии с Законом о муниципальной реформе 1835 года. С 1836 по 1889 год в городе была своя полиция, состоящая из трёх человек. В 1974 году город стал частью Округа Арун и в настоящее время является общиной с городским советом.

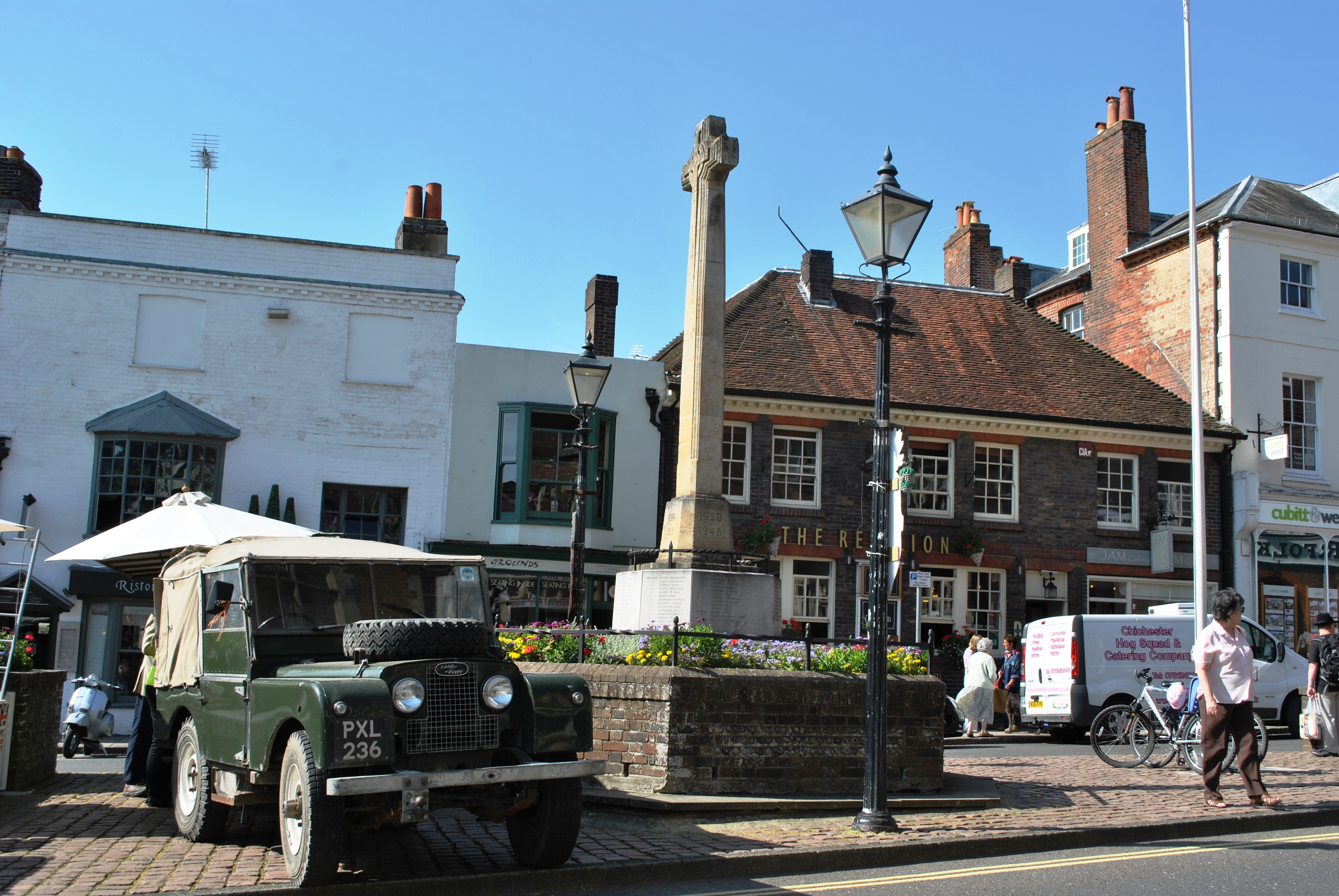
Старый рынок Арундела

Название происходит от древнеанглийского слова Harhunedell, что означает «долина хорехаунда», и впервые появляется в Книге Судного дня.. Народная этимология, однако, связывает название со старофранцузским словом arondelle, означающим «ласточка». Ласточки изображены на гербе города.

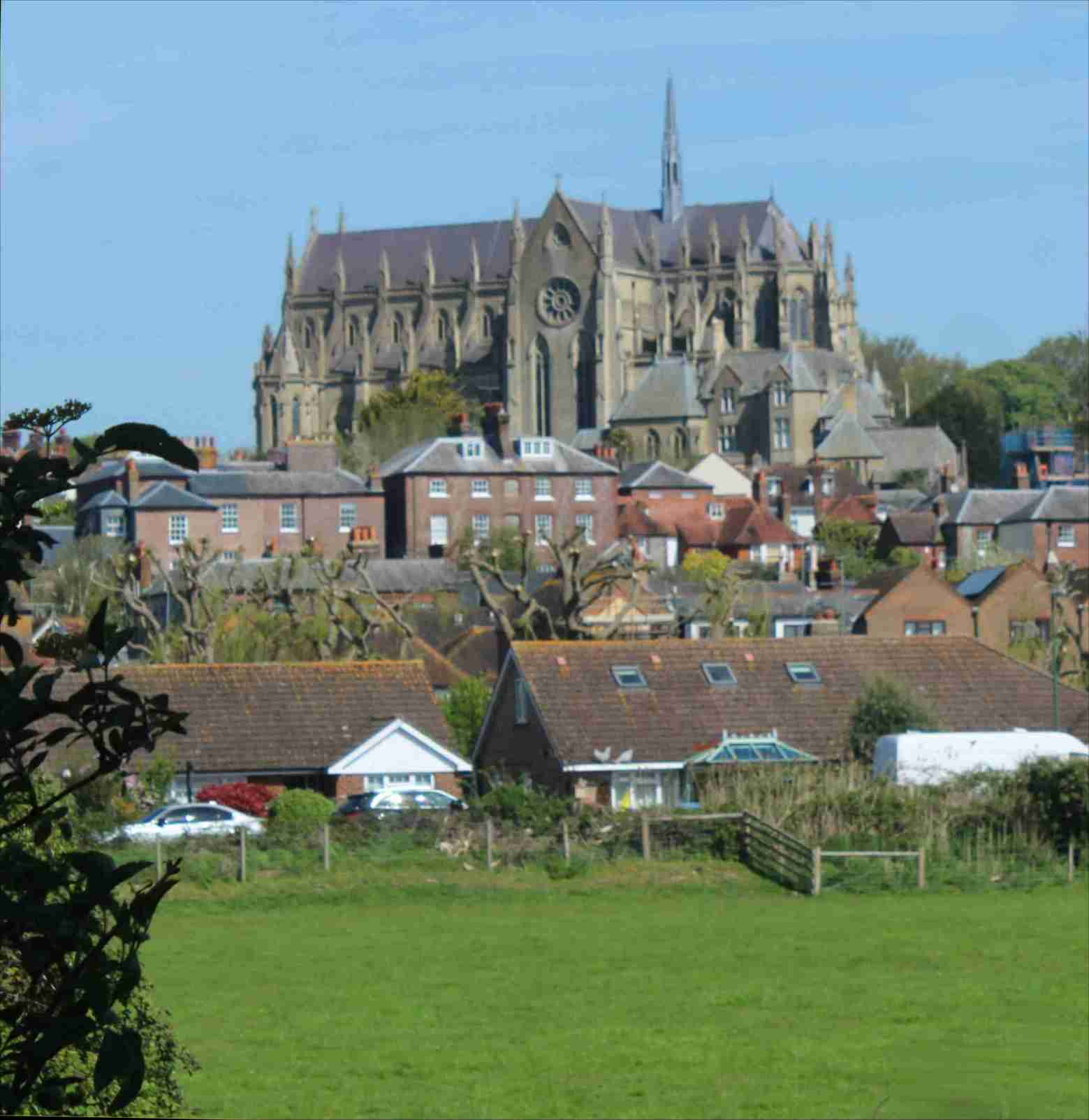
Кафедральный собор Арундела с юга

Ещё один возможный перевод, полученный от записи в Книге Судного дня Harundel, происходит от англо-саксонского hærn dæl, означающего приливную долину, что указывает на то, что название реки Арун, вероятно, также происходит от Tidal. Другие местные реки, такие как Ротер, происходящие от англо-саксонского róðer, что означает «гребец», также описывают реку и её окрестности.
Существует одноименный избирательный округ. Этот округ простирается на север до Хоутона, его население по переписи 2011 года составляло 4 298 человек. Городской совет Арундела располагается в здании мэрии Арундела.
Община Арундел занимает территорию несколько большую, чем её застроенный кластер, со старым городом на севере и новым на юге, разделёнными главной дорогой.

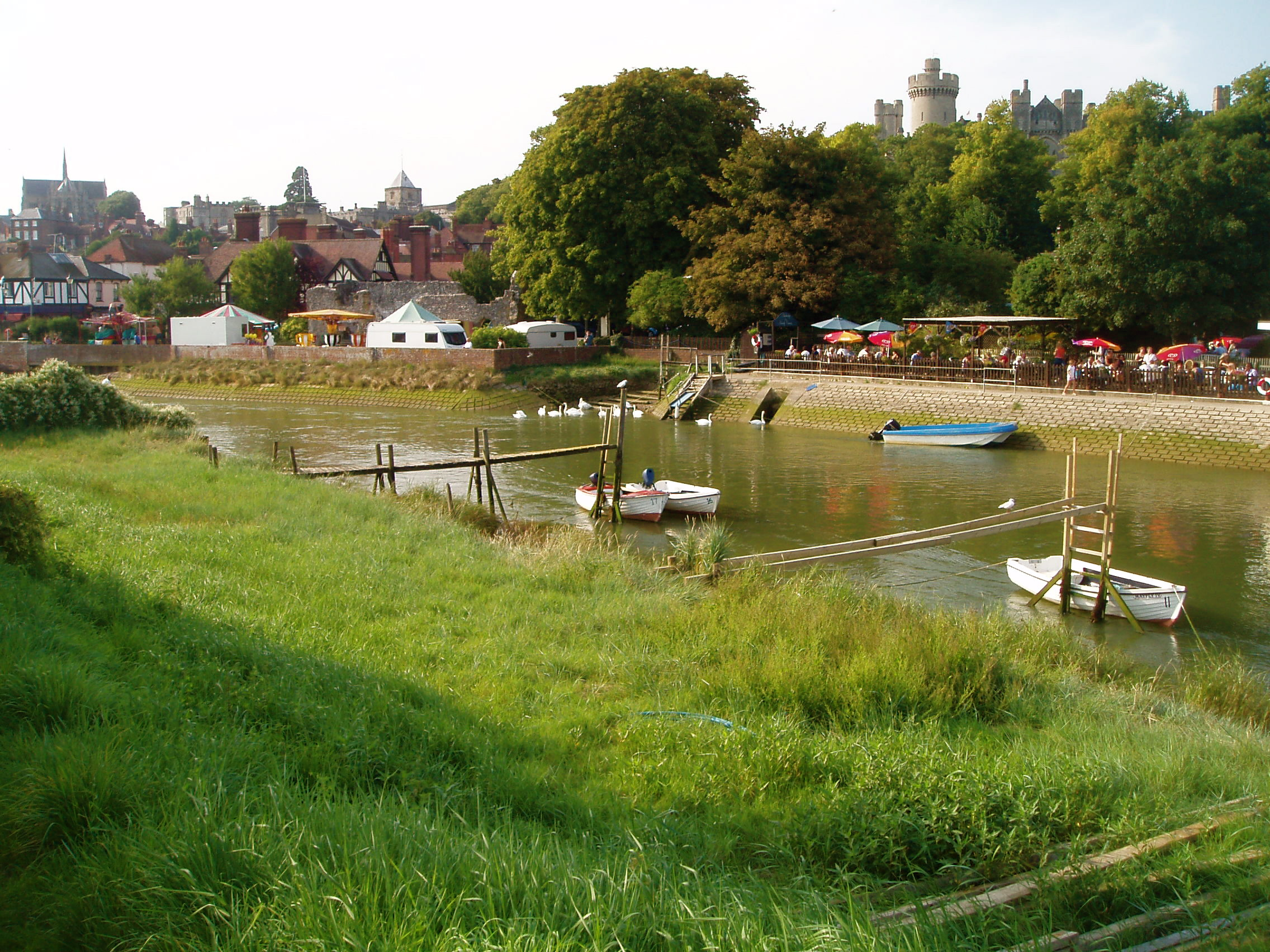
Река Арун в Арунделе

В городе расположен основной мост через реку Арун, который был самым низким автомобильным мостом до открытия разводного моста в Литлхэмптоне в 1908 году. Замок Арундел был построен норманнами для обороны уязвимой лесистой равнины к северу от долины через Саут-Даунс. Позднее под склоном с замком появился город. Река ранее называлась Таррант и была переименована в честь города антикварами в результате обратного словообразования.
Железнодорожная станция Арундел находится на линии Арун Вэлли. Через город проходит длинная пешеходная тропа Monarch’s Way и пересекает здесь реку, а чуть менее чем в пяти милях к северу и северо-западу от города проходит маршрут South Downs Way.
Сам город находится за границами Национального парка Саут-Даунс.
В Арунделе находится замок Арундел, резиденция герцога Норфолка, и кафедральный собор Арундела, резиденция (католического) епископа Арундела и Брайтона.

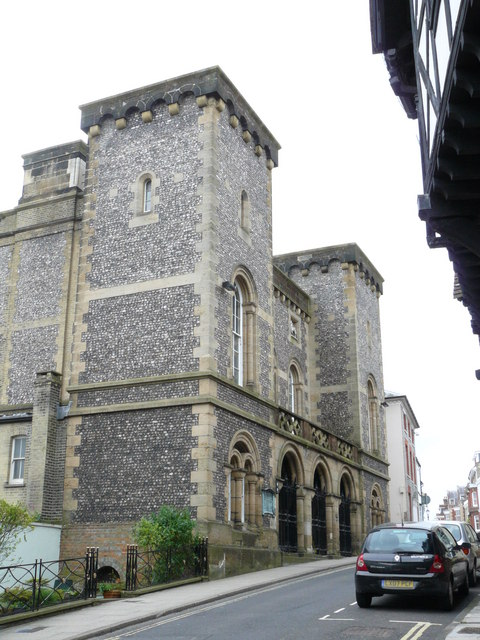
Ратуша Арундела

6 июля 2004 года Арундел получил статус Fairtrade Town (то есть «Город справедливой торговли»).
Люди, родившиеся в Арунделе, известны как «кефали», что объясняется обилием кефали в реке Арун.
В Арунделе находится одна из старейших скаутских групп в мире. 1-я скаутская группа Арундела (собственная группа графа Арундела) была сформирована в 1908 году, спустя всего несколько недель после появления скаутского движения.

## Известные уроженцы
- Джуди Гисон[14]
- Филипп Говард[15]
- Кристофер Александер[16]